# Robert William Young
Pour les articles homonymes, voir William Young, Robert Young et Young.
Robert William Young, est un réalisateur, scénariste et producteur britannique, né le 16 mars 1933 à Cheltenham.

## Biographie
Robert Young commence sa carrière dans les années 1970, pour sa société de production Hammer Film Productions, avec le film Le Cirque des vampires en 1972, puis il tournera dans les années 1980, des épisodes de séries TV comme Minder (en) (1982-1984) et Bergerac (1983 et 1987). Il a réalisé le film Jane Eyre.

## Filmographie
- 1972 : Le Cirque des vampires (Vampire Circus)
- 1979 : Le monde est plein d'hommes mariés (The World Is Full of Married Men)
- 1983-1987 : Bergerac (série TV)
- 1993 : Grandeur et descendance (Splitting Heir)
- 1997 : Créatures féroces (Fierce Creatures)